# Sigatoka River
Der Sigatoka River (auch Singatoka River) ist ein längerer Fluss auf der Insel Viti Levu (Fidschi) und entspringt in der Mitte der Insel. Er fließt in südwestlicher Richtung zum Pazifik und passiert dabei die Stadt Sigatoka. Er erreicht eine Länge von ca. 110 km.